# Goshu, el violoncelista
Goshu, el violoncelista (セロ弾きのゴーシュ Sero Hiki no Gōshu?) es una película de animación japonesa de 1982 escrita y dirigida por Isao Takahata, basada en el cuento del mismo nombre de Kenji Miyazawa y con la música de Ludwig van Beethoven. Fue animado por Oh! Production. La película sigue a un joven violonchelista llamado Goshu que aspira a perfeccionar su oficio mientras interactúa con varios animales que visitan su casa cada noche. La película recibió el premio Ōfuji Noburō de 1981.

## Trama
Goshu vive en una casa pequeña en las afueras de ciudad y se desempeña como el violoncelista para una orquesta local, el cual está ensayando la Sinfonía Pastoral por Ludwig van Beethoven. Goshu decepciona a la orquesta con sus bajas habilidades y el director está casi listo para eliminarlo por completo. Durante las próximas noches, Goshu es molestado por las visitas de una variedad de animales (incluido un gato, un pájaro, un tanuki y un ratón), cada cual con sus peticiones musicales propias. Sin embargo, sin que Goshu lo supiera, estas indicaciones de los animales lo guían a superar sus errores y debilidades como violonchelista, preparándolo para el próximo gran concierto.

## Producción
La película fue producida de forma independiente por la pequeña pero establecida productora Oh! Production, que luego proporcionaría animación de apoyo para muchas películas de Isao Takahata y Hayao Miyazaki. Era raro que una productora tan pequeña realizara un largometraje completo. El animador principal de la película, Shunji Saida, aprendió a tocar el violonchelo para poder observar y animar auténticamente los movimientos de los dedos de un violonchelista. A pesar de un tiempo de ejecución relativamente corto de 63 minutos, la película tardó seis años en terminar y recibió elogios como una de las mejores adaptaciones cinematográficas de la obra literaria de Miyazawa.

## Lanzamiento para video casero
En 2000, Pioneer lanzó el DVD NTSC de la Región 2 con subtítulos en inglés, y lo relanzó para el mercado japonés en 2003. En 2001, el DVD PAL de la Región 2 se lanzó en Francia con un doblaje en francés. En 2006, se relanzó en un doble-disco realizado por Studio Ghibli y Buena Vista Home Entertainment en honor de Kenji Miyazawa por motivo de su 110.º cumpleaños junto a la adaptación de Ghibli del cuento de Miyazawa Taneyamagahara no Yoru. En 2006, una versión fue lanza con audio Dolby Digital. En 2014, Oh! Production y Onebilling Inc. Lanzó una aplicación de "libro multitáctil", incluidas ilustraciones, paneles artísticos, un avance de película y animación clave de sakuga..
En España fue distribuida en VHS por Anime Video.